# La Chapelle-Montmoreau
La Chapelle-Montmoreau è un comune francese di 76 abitanti situato nel dipartimento della Dordogna nella regione della Nuova Aquitania.

## Società

### Evoluzione demografica
Abitanti censiti